# マルエーフェリー
マルエーフェリー株式会社（マルエーフェリー、英称：A-Line Ferry Co.,Ltd.）は、鹿児島県鹿児島市泉町に本部を置く海運会社。本社は鹿児島県奄美市名瀬入舟町にある。旧社名は大島運輸株式会社。

## 概要
奄美大島を拠点に事業を行う有村商事から分離し、1953年（昭和28年）12月1日に設立。創業者は、与論島出身の有村治峯である。
船舶の運航を行う海運業を営んでいるほか、物流業などを営む関連会社も複数ある。
かつては、喜界島で路線バスの運行も行っていたが、2010年10月に関連会社の奄美航空に譲渡された。 ※詳細は、#バス事業を参照。
かつて沖縄航路などを運航していた同業の有村産業（沖縄県那覇市、解散済）とは、創業者同士が親戚関係であった。

## 沿革
※バス事業については、#バス事業を参照。
- 1953年（昭和28年）12月： 大島運輸株式会社を設立。
- 1956年（昭和31年） 4月： 鹿児島支店を開設。
- 1957年（昭和32年） 8月： 鹿児島 - 那覇航路を開設。
- 1958年（昭和33年） 9月： 鹿児島と奄美各島間の一般旅客定期航路事業免許を取得。
- 1962年（昭和37年） 3月：鹿児島 - 那覇航路を定期運航化。
- 1962年（昭和37年）10月： 東京支店を開設。
- 1963年（昭和38年） 5月： 東京 - 那覇間の定期航路を開設。
- 1964年（昭和39年） 5月： 東京と奄美・那覇間の一般旅客定期航路事業免許を取得。
- 1969年（昭和44年） 2月： 沖縄支店を開設。
- 1969年（昭和44年） 5月： 大阪支店を開設。
- 1970年（昭和45年） 5月： 資本金を9,700万円に増資。
- 1972年（昭和47年） 4月： 神戸事業所を開設し、神戸 - 奄美各島定期航路を開設。
- 1972年（昭和47年） 6月： 鹿児島航路を増船し複線化、鹿児島 - 奄美 - 与論航路に貨客船「ひかり」が就航。
- 1973年（昭和48年）12月： 資本金を3億400万円に増資。
- 1974年（昭和49年） 4月： 神戸 - 奄美諸島 - 那覇航路に貨客船「神戸丸」が就航。
- 1975年（昭和50年） 5月： 鹿児島 - 那覇航路をフェリー化、「エメラルドあまみ」が就航。
- 1976年（昭和51年） 2月： 資本金を3億3,500万円に増資。
- 1979年（昭和54年） 6月： 福岡営業所を開設する。
- 1979年（昭和54年）11月： 資本金を4億5,500万円に増資。
- 1981年（昭和56年） 7月： 阪神 - 那覇航路をフェリー化、「あかつき」が就航。
- 1983年（昭和59年） 7月： 大型旅客船「サンシャインふじ」が進水。
- 1985年（昭和60年） 4月： 組織改編を実施し、本部機構を鹿児島に配置。
- 1986年（昭和61年） 8月： 東京 - 奄美 - 与論 - 那覇航路に貨客船「ありあけ（初代）」が就航。
- 1987年（昭和62年） 5月： 東京 - 那覇航路がフェリー化。同時に志布志寄港を実施する。
- 1989年（平成元年） 5月： 鹿児島 - 奄美諸島 - 那覇航路に「フェリーあけぼの（初代）」が就航。
- 1992年（平成 4年）10月： 宮崎営業所を開設し、阪神 - 那覇航路が宮崎寄港を実施。
- 1998年（平成10年） 3月： 内航運送業許可を取得。
- 2005年（平成17年） 6月： 社名をマルエーフェリー株式会社に改称。
- 2006年（平成18年）10月： 阪神 - 那覇航路、宮崎寄港を休止。
- 2007年（平成19年） 2月： 「フェリーたかちほ」（現：「たかちほ」）が漁船「幸吉丸」と衝突事故。
- 2008年（平成20年） 7月： 鹿児島 - 奄美諸島 - 那覇航路の「フェリーあかつき」が引退、代船として「フェリーあけぼの」が就航。
- 2009年（平成21年）11月： 「ありあけ」が転覆事故を起こし東京航路旅客運航を休止。
- 2010年（平成22年） 3月： 「ありあけ」事故により旅客運航を休止していた東京航路に代船「クルーズフェリー飛龍21」を中古で購入し再開。
- 2011年（平成23年） 6月： 鹿児島発那覇行き「フェリーあけぼの」が沖永良部和泊港入港時、防波堤接触、船底部浸水。
- 2012年（平成24年）10月： 鹿児島 - 奄美諸島 - 那覇航路の「フェリーなみのうえ」が引退、代船として「フェリー波之上」が就航。
- 2014年（平成26年）12月： 東京 - 那覇航路をRO-RO船化。「クルーズフェリー飛龍21」引退、「琉球エキスプレス2」就航。
- 2015年（平成27年）5月： 東京港の使用埠頭を若洲埠頭に移転。
- 2015年（平成27年）12月： 東京 - 那覇航路「たかちほ」引退、「琉球エキスプレス3」が就航。
- 2017年（平成29年）10月： 阪神 - 那覇航路をRO-RO船化、志布志寄港を追加。「琉球エキスプレス」引退、東京航路「琉球エキスプレス2」を転配。東京航路に「琉球エキスプレス5」就航。
- 2018年（平成30年） 2月： 名古屋営業所を開設、東京 - 那覇航路の東京木曜発下り便に名古屋寄港を追加。
- 2019年（平成31年） 3月： 大阪 - 那覇航路に「琉球エキスプレス6」（南西海運との共有船）就航。南西海運と提携し、大阪/阪神航路船舶の那覇待機中の北九州（日明港）往復運航と南西海運船舶運航便合わせ週3便の北九州 - 那覇航路に就航[3]。

## 船舶
ファンネルマークは、オレンジに赤丸の中に赤字でアルファベットの「A」が書かれ、余白は白色となっており、意匠の特徴であるアルファベットの「A」は本社が所在する奄美大島の頭文字に因んでいる。また、喫水線上の船体塗装は上半分が白、下半分が青であるほか、船体側面中央には赤字で「A"LINE」のロゴマークが書かれるとともに、船首には3本の青線と赤丸の中に赤字でアルファベットの「A」が描かれている。なお、これらの意匠などは子会社の奄美海運が運航する船舶でも同じものを採用している。船ごとの設備の違いから、利用できる客室等級が異なる。

### 運用船舶

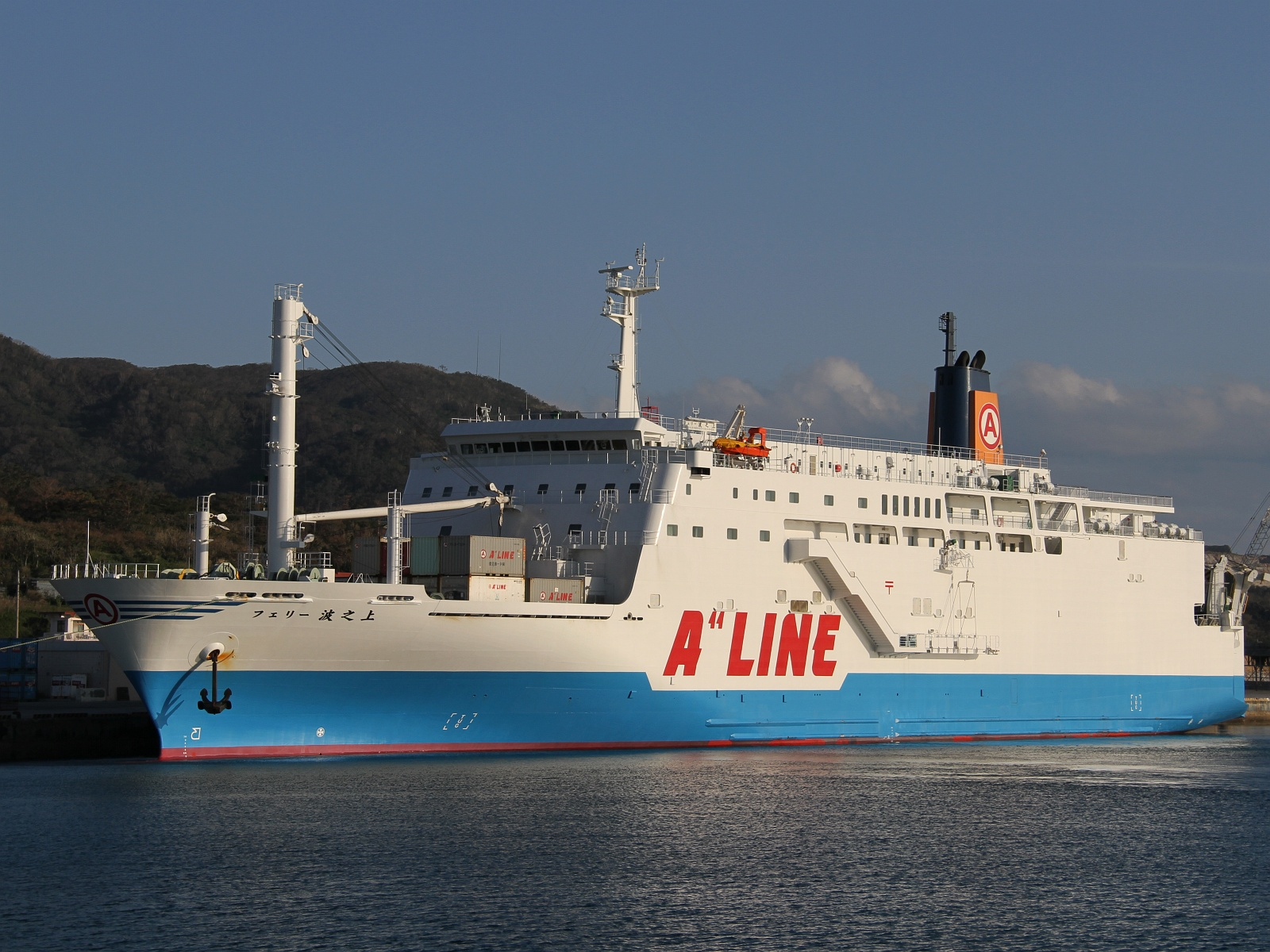
「フェリー波之上」 - 本部港

|                    | 竣工年月   | 総トン  | 全長    | 全幅   | 型深さ  | 出力        | 航海速力              | 旅客定員 | 造船所            | 船籍 |
| ------------------ | ---------- | ------- | ------- | ------ | ------- | ----------- | --------------------- | -------- | ----------------- | ---- |
| フェリーあけぼの   | 2008年6月  | 8,083t  | 145.00m | 24.00m | 14.50m  | 8,250PSx2   | 21.0ノット            | 682名    | 三菱重工業 下関   | 奄美 |
| フェリー波之上     | 2012年9月  | 8,072t  | 145.00m | 24.00m | 14.50m  | 8,250PSx2   | 21.0ノット            | 707名    | 三菱重工業 下関   | 奄美 |
| 琉球エキスプレス 2 | 2014年12月 | 10,758t | 159.98m | 24.00m | 10.80m  | 13,280kWx1  | 24.28ノット(最大)     | RO-RO船  | ヤマニシ          | 那覇 |
| 琉球エキスプレス 3 | 2015年11月 | 10,034t | 168.70m | 27.00m | 10.80m  | 13,280kWx1  | 23.53ノット(最大)     | RO-RO船  | ヤマニシ          | 那覇 |
| 琉球エキスプレス 5 | 2017年     | 10,034t | 168.70m | 27.00m | 10.80m  | 13,280kWx1  | 24.0ノット(最大)      | RO-RO船  | ヤマニシ          | 那覇 |
| 琉球エキスプレス 7 | 2022年     | 13,631t | 190.9m  | 27.00m | 22.70ｍ | １5,930kWx1 | 約22ノット (航海速力) | RO-RO船  | 内海造船 因島工場 | 那覇 |

フェリー

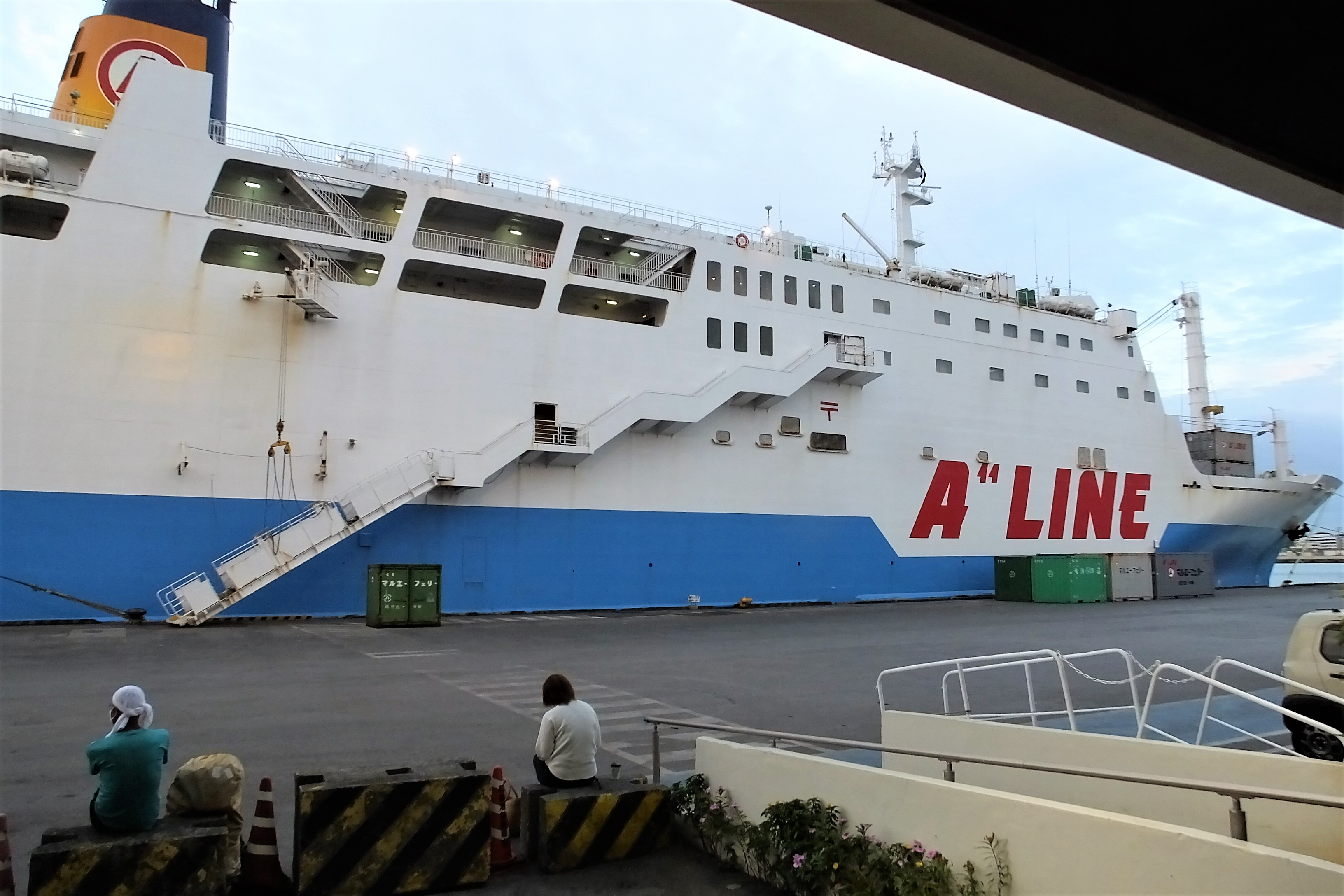
那覇港に停泊中のフェリーあけぼの (2代)

- フェリーあけぼの (2代)（鹿児島 - 沖縄航路）
旅客定員682名（特等、1等、2等洋室、2等）。
鉄道建設・運輸施設整備支援機構と共有。「シップ・オブ・ザ・イヤー2008」大型客船部門賞を受賞。
推進機関が1軸2機関となったほか可変ピッチスクリューを採用するなど従来船から改良されている。
バリアフリー対応船。臨時席の設定がない為、団体利用がある場合は満席となり予約なしでの乗船ができないこともある。

- フェリー波之上（鹿児島 - 沖縄航路）
旅客定員707名（特等、1等、2等寝台、2等洋室、2等）。
三菱重工が開発した「三菱空気潤滑システム（MALS）」を初搭載したフェリー。
船形は、姉妹船にあたる「フェリーあけぼの」と基本的に同じで推進機関が1軸2機関のバリアフリー対応船。
二等寝台は鹿児島 - 沖縄航路としては初のシングルルームや交差二段ベット方式などのプライバシー重視の客室設計を行っている。
客室配置は上等級を減らし二等客室を増やしたため旅客定員は増えているが、臨時席は基本設置していないため、満席の場合は未予約乗船不可の場合がある。

2017年12月に国土交通省の「船旅活性化モデル地区事業」を活用し、世界自然遺産であり同社同航路上にありながら交流が少なく交通困難地となっていた屋久島へ利用客数などに応じて寄港の可否を判断できる制度を利用し、2018年3月4日から奄美大島出港後屋久島へ（3月5日寄港分から）臨時寄港し、下船客のみ取り扱う試験運航を始めた。上り便である沖縄→奄美各離島→鹿児島のあらかじめ指定された便に限り屋久島下船の予約が3日前まで1人以上いた場合、屋久島宮之浦港に寄港する（指定便でも予約が無かった場合は寄港しない）。寄港する場合は事前に発表される。。
しかし屋久島での下船人数は想定より伸びず、また燃料油の高騰や船員の労働環境改善のため、屋久島寄港は2025年度より休止となった。
RO-RO船

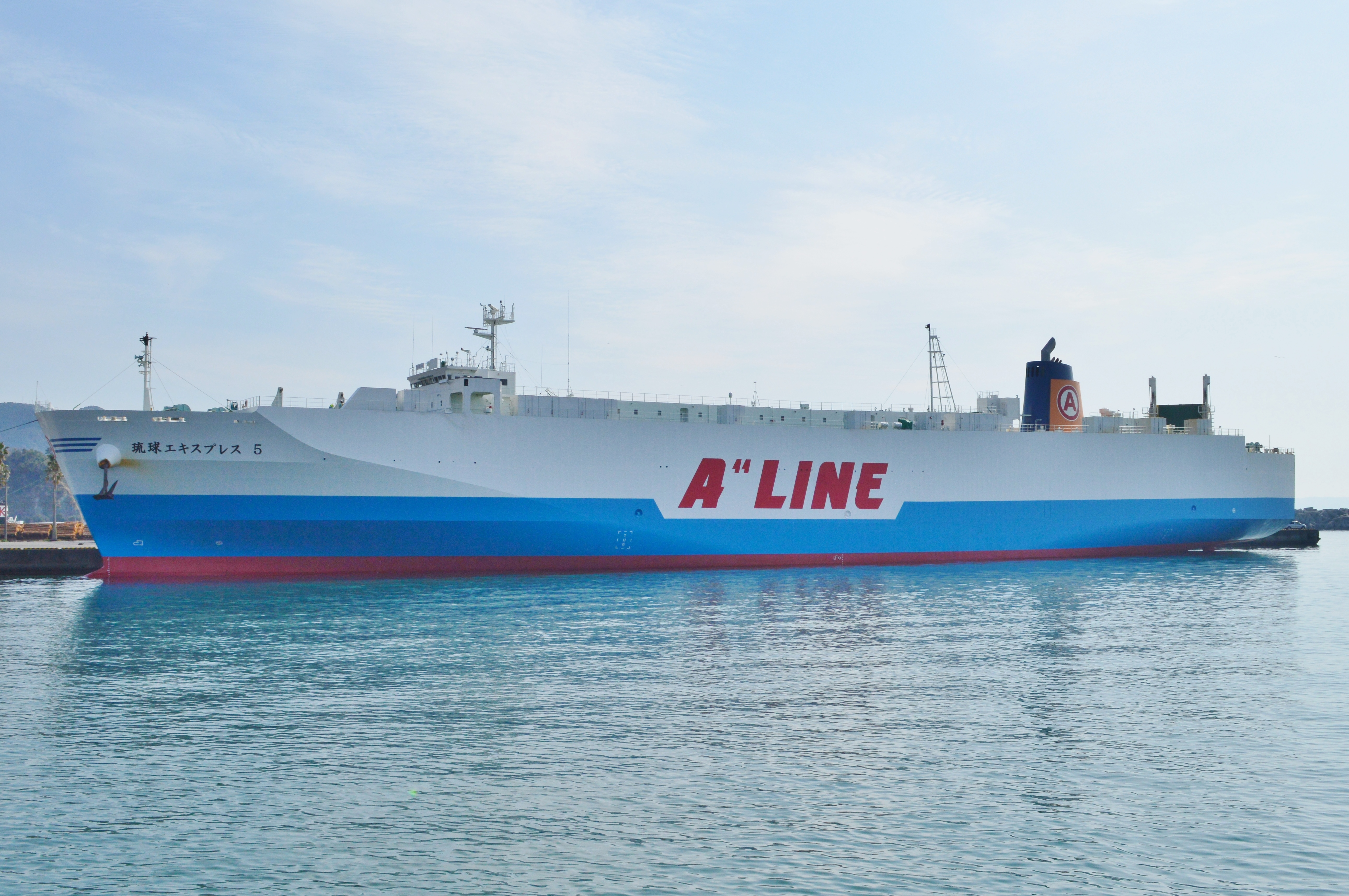
琉球エキスプレス5

- 琉球エキスプレス 2（RO-RO船、東京航路→阪神航路）
石巻市の造船会社ヤマニシにより建造され、2014年8月28日に進水式を実施[11]。
2014年12月13日 東京航路旅客フェリー『クルーズフェリー飛龍21』引退に伴い、代替船として東京発の便より就航[12]。
2017年10月、阪神航路旅客フェリー『琉球エキスプレス』引退に伴い、代替船として神戸-大阪-志布志-奄美-那覇航路へ転籍。「琉球エキスプレス6」就航、北九州航路開設後は水曜神戸発、金曜那覇発/土曜北九州発、月曜那覇発で定期運航。
- 琉球エキスプレス 3（RO-RO船、東京航路）
石巻市の造船会社ヤマニシにより建造され、2015年9月1日に進水式を実施。
『たかちほ』に代わり2015年12月3日東京港発便より就航。
- 琉球エキスプレス 5（RO-RO船、東京航路→阪神航路）
石巻市の造船会社ヤマニシにより建造され、2017年5月11日に進水式を実施。
『琉球エキスプレス 2』に代わり2017年10月15日東京港発便より就航。
2022年12月の『琉球エキスプレス 6』引退及び『琉球エキスプレス 7』東京航路配船に伴い、玉突きで神戸-大阪-志布志-那覇、那覇-北九州航路へ転配。
- 琉球エキスプレス 7（RO-RO船、東京航路）
内海造船株式会社により建造され、2022年7月28日に進水式を実施。
『琉球エキスプレス 6』に代わり2022年12月8日東京港発便より就航。
JRCS株式会社が提供する遠隔運航管理システムinfoceanus connect（インフォシアナス コネクト）搭載[13]。

### 引退船舶

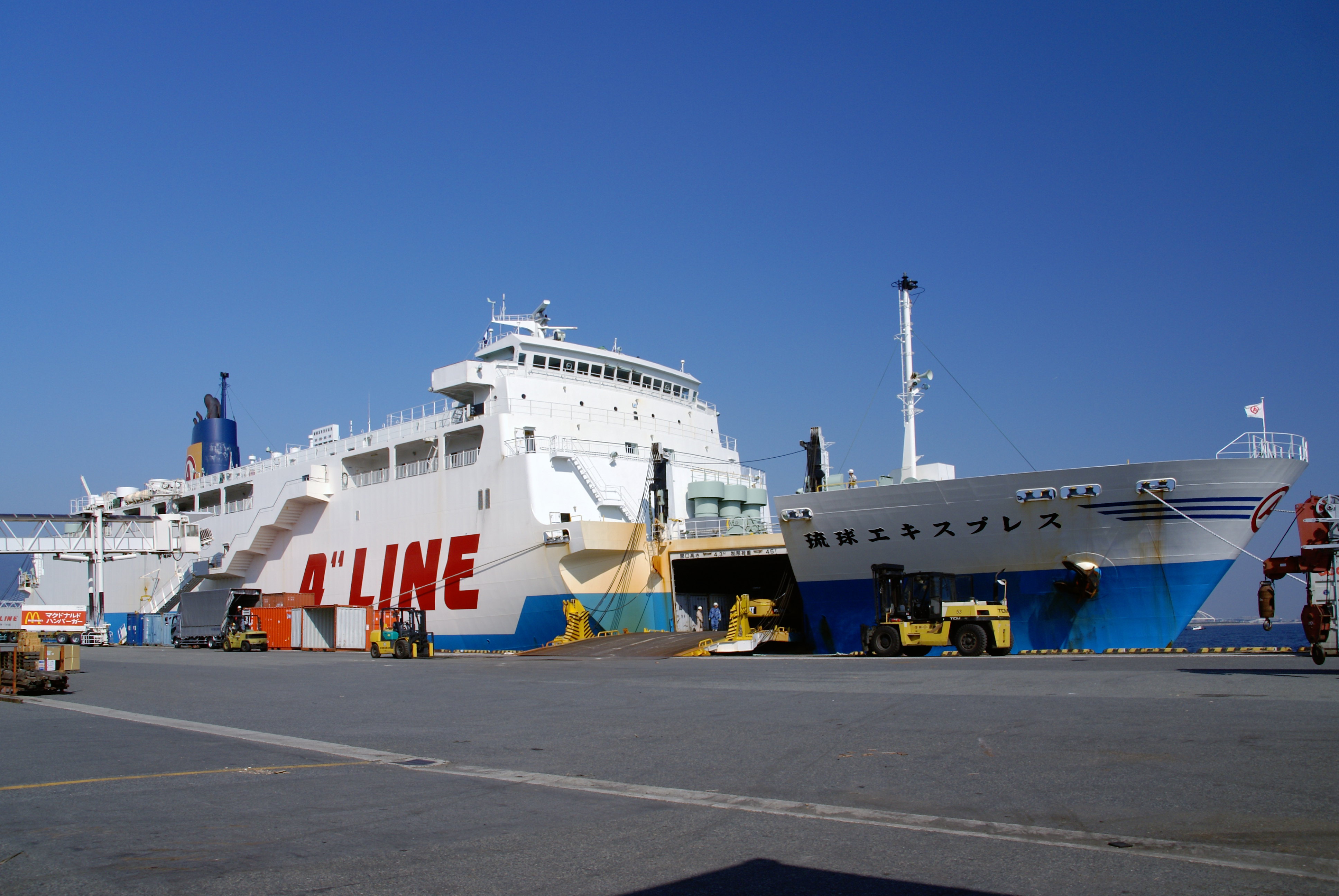
荷役中の「琉球エキスプレス」 - 神戸港・六甲船客ターミナル

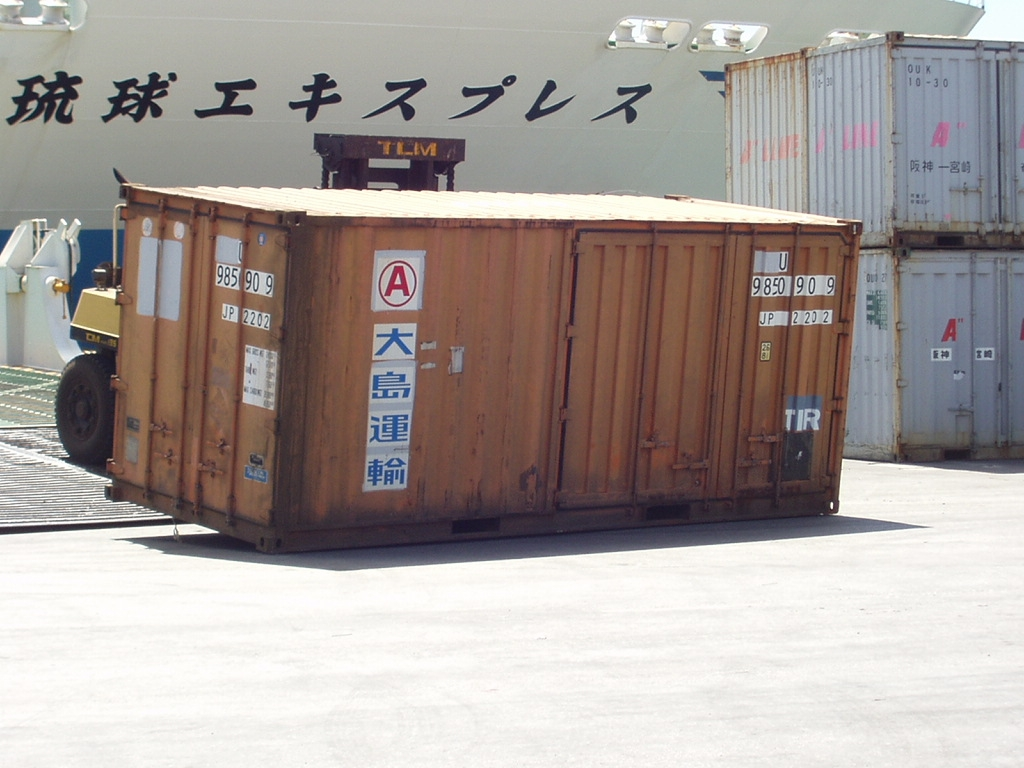
「琉球エキスプレス」へ20ft内航コンテナの積み込み風景。 - 沖縄県／那覇新港埠頭にて、2003年6月30日撮影。

- 第七太洋丸（貨客船）[14] (鹿児島 - 奄美航路)
1956年11月27日竣工、大洋造船建造。
235.88総トン、垂線間長35.66m、型幅6.20m、型深さ3.20m、ディーゼル1基、機関出力350ps、航海速力11.105ノット、旅客定員86名。
- あけぼの丸（初代・貨客船）[15] (鹿児島 - 奄美航路)
1958年9月6日竣工、大洋造船建造。
467.29総トン、全長51.58m、型幅8.20m、型深さ3.80m、ディーゼル1基、機関出力1,000ps、航海速力12ノット、旅客定員80名。
- 波之上丸（2代・貨客船）[16]（鹿児島航路・東京航路・神戸航路）
1962年3月20日竣工、佐野安船渠建造。
2,244.90総トン、全長91.15m、型幅12.80m、型深さ5.70m、ディーゼル1基、機関出力4,050ps、航海速力17ノット、旅客定員449名。
1975年フィリピンに売船、"Tacloban City"に改名[17]。
- ふじ[18]（クルーズ客船）
1965年8月13日竣工、三菱重工業下関造船所建造。
2,800.58総トン、全長91.77m、型幅13.30m、型深さ6.20m、ディーゼル1基、機関出力4,900ps、航海速力18.40ノット、旅客定員近海1,216名・沿海1,798名。
主に創価学会のチャータークルーズに使用、神戸航路にも就航。1977年フィリピンに売船、"Iligan City"に改名[17]。
- さくら[17]（東京航路）
1962年10月15日竣工、新三菱重工神戸造船所建造、1971年買船・就航。もと日本産業見本市協会・大阪商船三井船舶「さくら丸」。
12,612総トン、全長157.0m、幅21.0m、深さ11.9m、ディーゼル1基。機関出力9,800ps、航海速力16.5ノット、旅客定員952名。
チャータークルーズ船としても使用。1983年中国に売船、「紫羅蘭」"Zi Luo Lan"に改名。
- あまみ丸 (2代)[17]
1968年3月18日竣工、三菱重工業下関造船所建造。船舶整備公団共有。
1,565総トン、全長83.0m、幅12.0m、深さ5.5m、ディーゼル1基1軸、機関出力3,900ps、航海速力17.0ノット、旅客定員457名。
後年は奄美海運で就航、1987年フィリピンに売船。
- にほん丸[17]
1970年3月6日竣工、三菱重工業下関造船所建造。
2,998総トン、全長106.3m、幅13.9m、深さ6.2m、ディーゼル2基2軸、機関出力8,800ps、航海速力20.5ノット、旅客定員1,895名。
主に創価学会向けチャータークルーズに使用。1976年フィリピンに売船、"Manila City"に改名。
- ひかり[19]（鹿児島航路→阪神航路）
1972年6月13日竣工、三菱重工業下関造船所建造、1987年ルミナス観光に売船、「ルミナス神戸」に改造[17]。
3,379.54総トン、全長111.35m、型幅13.90m、型深さ6.20m、ディーゼル2基、機関出力10,000ps、航海速力20.5ノット、旅客定員1,161名。
- 新さくら丸[17]（東京航路）
1973年5月31日竣工、三菱重工業下関造船所建造、1979年12月フィリピンに売船、"Dona Virginia"に改名。
4,998総トン、全長143.4m、幅16.8m、深さ7.2m、ディーゼル2基、機関出力16,000ps、航海速力22.5ノット、旅客定員1,288名。
- 神戸丸[19]（阪神航路→鹿児島航路）
1974年4月19日竣工、三菱重工業下関造船所建造、1985年中国に売船、大島運輸初のRORO貨客船[17]。
4,929.06総トン、全長143.43m、型幅16.80m、型深さ9.60m、ディーゼル1基、機関出力8,000ps、航海速力22.50ノット、旅客定員1,020名。
- エメラルドあまみ[19]（鹿児島航路）
1975年9月9日竣工、新潟鉄工所建造。引退後、減トン改修を行い「フェリーあまみ（初代）」として奄美海運が用船[17]。
4,447.62総トン、全長117.10m、型幅19.00m、型深さ13.20m、ディーゼル2基、機関出力16,800ps、航海速力20.30ノット、旅客定員896名。
- あけぼの丸（2代）[19]（鹿児島航路）
1977年11月17日竣工、臼杵鉄工所佐伯造船所建造、船舶整備公団との共有船。1989年9月引退、フィリピンへ売却、Super ferry19と改名。
4,999.24総トン、全長137.51m、型幅20.20m、型深さ7.60m、ディーゼル2基、機関出力15,600ps、航海速力20.5ノット、旅客定員674名。
- 波之上丸 (3代)[19]（東京航路→鹿児島航路）
1980年5月29日竣工、福岡造船建造、船舶整備公団との共有船。1994年6月に引退し日本国外へ売却。
4,886.01総トン、全長140.50m、型幅20.50m、型深さ11.90m、ディーゼル2基、機関出力15,600ps、航海速力20.5ノット。
旅客定員790名、トラック47台、乗用車32台、10ftコンテナ189個[17]
- あかつき[19]（阪神航路）
1981年7月10日竣工、東和造船建造。1992年7月、フィリピンに売船[17]。
4,997.28総トン、全長140.50m、型幅20.50m、型深さ11.90m、ディーゼル2基、機関出力10,400ps、航海速力20.0ノット。
旅客定員1,032名、8tトラック45台、4tトラック2台、乗用車32台、10ftコンテナ189個。
- サンシャインふじ[19]（クルーズ客船）
1983年10月26日竣工、三菱重工業下関造船所建造。特定宗教団体のチャータークルーズを念頭に建造[17]、多客期には定期航路にも投入された。
7,262総トン、全長127.00m、型幅17.00m、型深さ9.00m、ディーゼル2基、機関出力10,400ps、航海速力19.50ノット、旅客定員1,211名。
- ありあけ（初代）[20]（東京航路）
1986年7月8日竣工、臼杵鉄工所佐伯造船所建造。船舶整備公団との共有船。
荷役用のガントリークレーンを装備、数次にわたる改造で総トン数と外観が変化した[17]。
4,997→5,433→6,530総トン、全長147.50m、型幅23.00m、型深さ13.70m、ディーゼル1基、機関出力13,500ps、航海速力19.0ノット。
旅客定員200名、トラック45台、乗用車53台、10ftコンテナ189個[17]。
1995年9月に引退しフィリピンへ売却。スーパーフェリー9（英語版）として就航していたが、2009年9月6日午前3時（現地時間）ごろ、ダバオからマニラへの航路（ジェネラル・サントス・イロイロ経由）に就航中、サンボアンガ沖で沈没[21]。
- フェリーあけぼの (初代)（鹿児島航路）IMO: 8905373 /MMS: 374150000 
1989年9月27日竣工、三菱重工業下関造船所建造。船舶整備公団との共有船。2003年2月に引退し、韓国の清海鎮（チョンヘジン）海運へ売却、「オハマナ（朝鮮語版）」号として就航。その後セウォル号沈没事故により会社清算され、競売複数回入札により2015年1月韓国内船舶仲介取引業者が落札。
2015年夏頃に新潟県が主体となって計画された第三セクター「日本海横断航路」事業における運航船舶として調達しようとしたが、同年10月韓国から日本への回航後に約1年の韓国における係留による性能劣化のため同事業における運用に適さない判断により受領拒否した。
しかし韓国仲介業者が契約不履行と提訴し、日本側の契約内容未解釈との仲裁判断により日本側は一部売買代金及び和解金を支払っているが、船舶所有権は韓国側仲介業者が有し、船舶自体は神田造船所に係留されている[22][23]。
- フェリーあかつき（「ニューあかつき」から改称、阪神航路→鹿児島航路）IMO: 9045895/MMSI: 370441000
1992年竣工、同年7月就航、2008年7月引退。6,412総トン、最大速力23.78ノット。旅客定員800名。
1992年7月、「ニューあかつき」として阪神航路に就航。2003年2月、「フェリーあかつき」に改名のうえ鹿児島航路に転配。
2008年7月、「フェリーあけぼの」（2代）就航にともない引退。
引退後は船籍をパナマに変更し谷山港に係船ののちギリシャの船会社に売却したが、金融危機により同社が倒産したため約半年間係留。
2009年に日本のSHKグループが購入。「ゆうとぴあ4」へ船名を変更のうえ、グループ内の上海下関フェリー（2014年に蘇州下関フェリーに社名変更）で2009年10月4日から下関 - 蘇州航路に週2便の貨物船として2019年まで運航[24][25][26]。

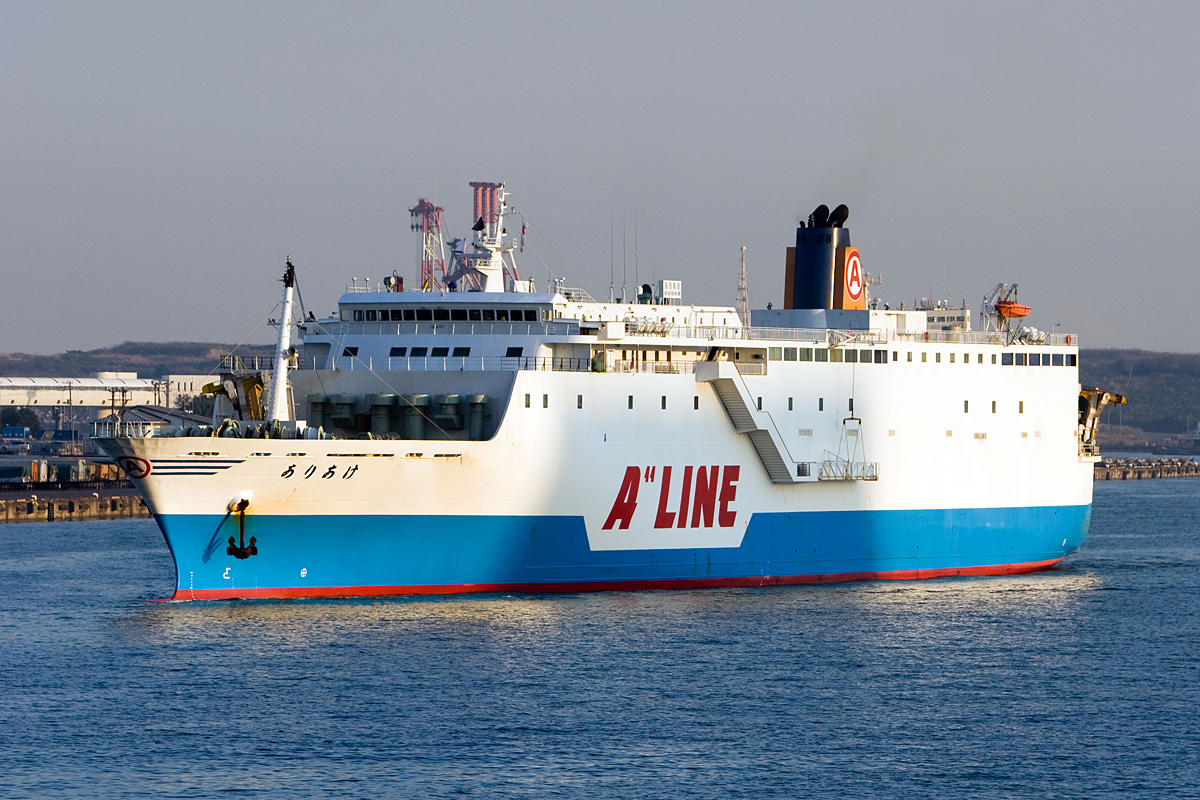
ありあけ（２代）東京港・有明10号地埠頭

- ありあけ (2代)（東京航路）
1995年1月竣工、同年9月就航。7,910総トン、航海速力24.0ノット（最大24.93ノット）。

2009年11月事故により運航停止、事故現場にて解体。

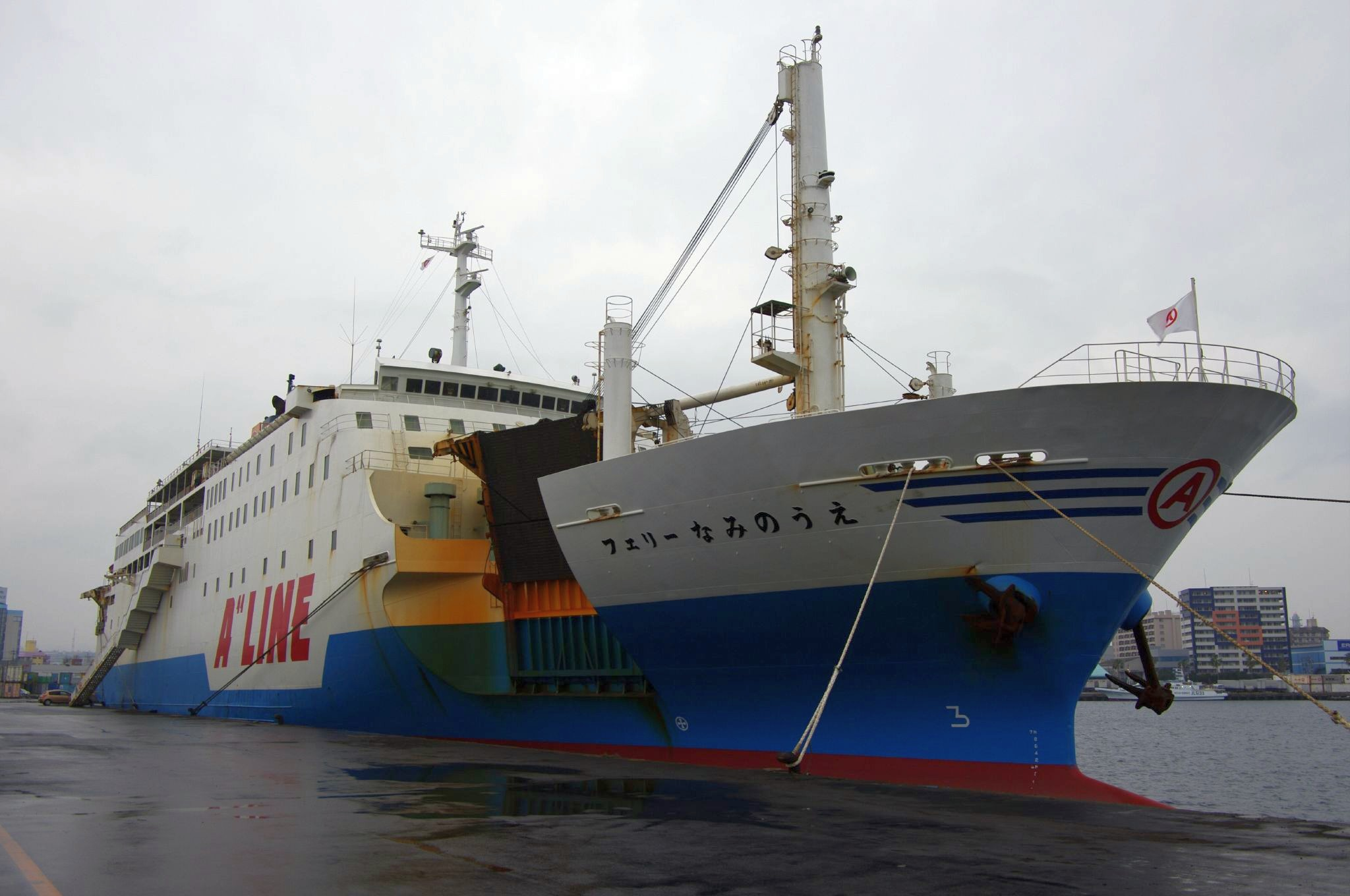
「フェリーなみのうえ」 - 鹿児島港（2010年2月撮影）

- フェリーなみのうえ（鹿児島航路）
1994年6月竣工、6,586総トン、速力21.5ノット、旅客定員804名。
「フェリー波之上」（2012年9月就航）と入れ替わりで2012年10月1日那覇発[28]で退役し韓国の清海鎮海運へ売却。
客室追加などの改修を受けた後「SEWOL（セウォル）」として就航していたが、2014年4月16日午前、仁川から済州島への航路に就航中に観梅島沖で沈没（セウォル号沈没事故）[29]。

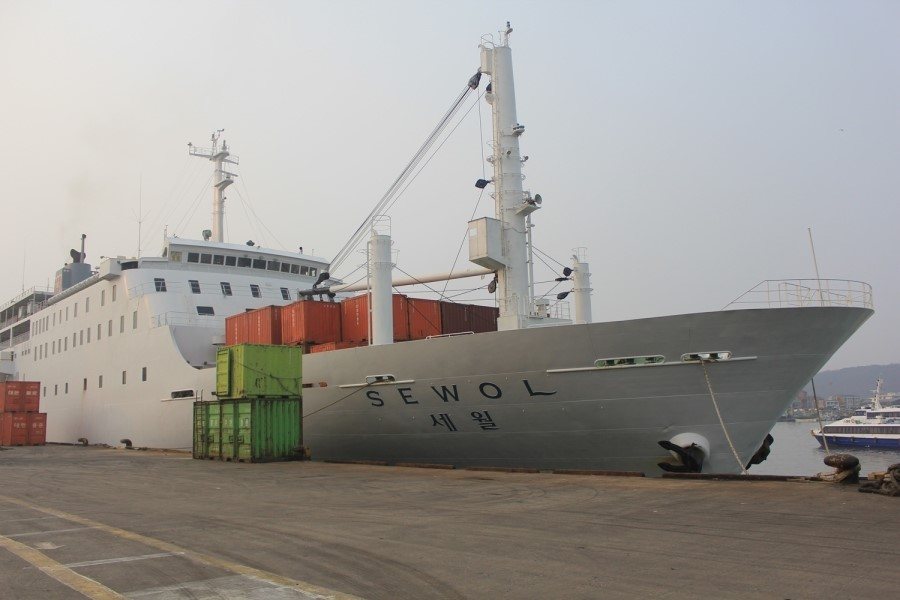
フェリーなみのうえは日本で退役後、韓国へ渡りセウォルとなった

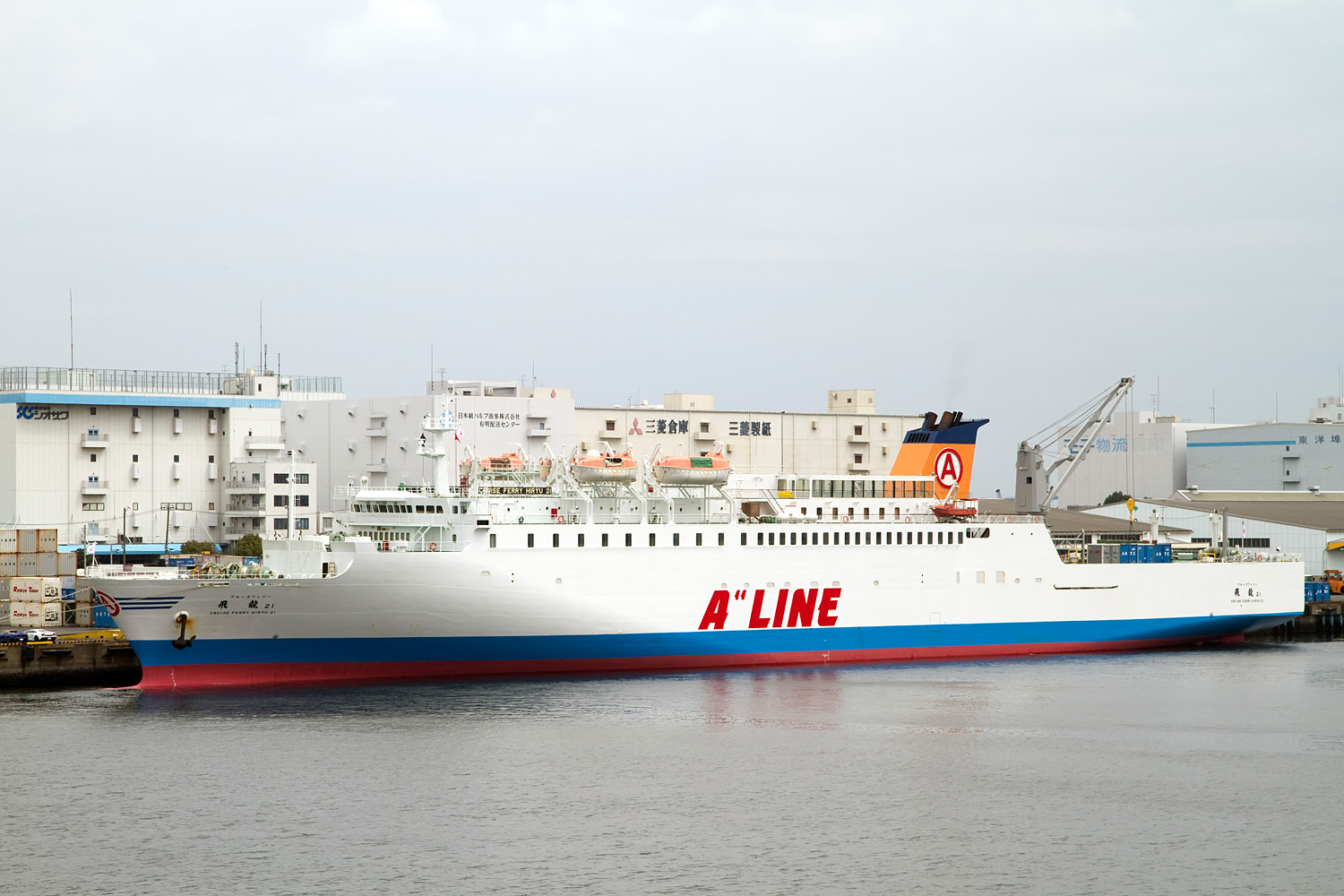
「クルーズフェリー飛龍21」 - 東京港・有明10号地埠頭

- クルーズフェリー飛龍21（東京航路）IMO: 9135250/MMSI: 355319000
旅客定員92名（1等、2等寝台、2等/有村産業運用時は272名）。
積載数：トラック131台、乗用車89台、コンテナ（10t）108個。
以前は有村産業の名古屋-大阪-那覇-先島-台湾航路に就航していたが、同社の航路廃止に伴う係留後、「ありあけ」（2代）座礁事故の代替として購入。
2014年に、経年による代替船「琉球エキスプレス2」に置き換えられた。
右舷側にのみ旅客用タラップと貨物用ランプウェイを装備しているため、接岸荷役作業は右舷側のみ。
2015年に韓国の大仁フェリーへ売却し、仁川-大連間の韓中航路に就航[30]。
- たかちほ（RO-RO船、東京航路）
3,891総トン、全長131.16m、幅20.0m、型深出力8.99m、13,500PS、航海速力19.9ノット。ヤマニシ建造。
2007年5月1日、「フェリーたかちほ」から船名変更。運航業務は（株）新日本海事の委託。2015年11月15日引退。

- 琉球エキスプレス（阪神 - 沖縄航路）
旅客定員240名（1等、2等寝台、2等洋室、2等）。
積載数：トラック94台、乗用車72台、コンテナ(10ft)92個。
鉄道建設・運輸施設整備支援機構と共有。2017年10月9日引退。
バリアフリー対応船。供食設備は自動販売機（レトルト・インスタント食品などを販売）のみとなっている。
旅客定員は前船「ニューあかつき」から70%削減された。
- 琉球エキスプレス 6（RO-RO船、大阪航路）
元北星海運所属、日藤海運運航の内航RO-RO船旧「日龍丸」（2001年竣工）。
鉄道建設・運輸施設整備支援機構、南西海運と共有船。
2019年3月9日大阪南港発より就航。同船就航により阪神航路全体で2隻体制に拠る定曜日サービスを開始。
大阪 - 志布志 - 那覇と北九州航路で土曜大阪発、月曜那覇発/火曜北九州発、木曜那覇発として定期運航。2022年12月末引退。

- 第八太洋丸 - 貨物船（鹿児島航路/与論まで）
- 第十一太洋丸 - （鹿児島航路）
- 興島丸 - 貨物船
- 波之上丸（初代） - （鹿児島航路）
- あまみ丸（初代） - （鹿児島航路）

- 晴海丸 - 貨物船
- にしき丸 - 貨物船
- 太平丸 - 貨物船

## 航路
※斜字は寄港しないことがある。
- 東京 - 沖縄航路（貨物RO-RO航路）
  - 東京港（若洲埠頭） - 名古屋港（金城埠頭） - 油津港 - 志布志港 - 那覇港（新港ふ頭）
    - 2008年7月以降、与論港寄港休止。
    - 2009年11月13日に発生した「ありあけ」海難事故（後述）の影響により一時休航[27]していたが、
代替船舶として「クルーズフェリー飛龍21」を鉄道建設・運輸施設整備支援機構から購入し修繕改修を行った後、
当初予定より遅れ2010年3月18日の那覇港出港便から運航を再開した[31]。
    - 2014年12月7日那覇新港着（悪天候により、所定スケジュール12月6日から24時間遅れ[32]）をもって
（旅客）フェリー航路としての運航と奄美大島寄港を休止し、以降（貨物）RO-RO航路として運航。
    - 2017年2月より東京木曜発の下り便のみ名古屋港への寄港を開始。
    - 運航船舶巨大化に伴い、奄美大島名瀬港寄港が廃止されたため、2023年1月23日から代わりに宮崎県油津港への寄港を開始。

- 阪神 - 沖縄航路（貨物RO-RO航路）

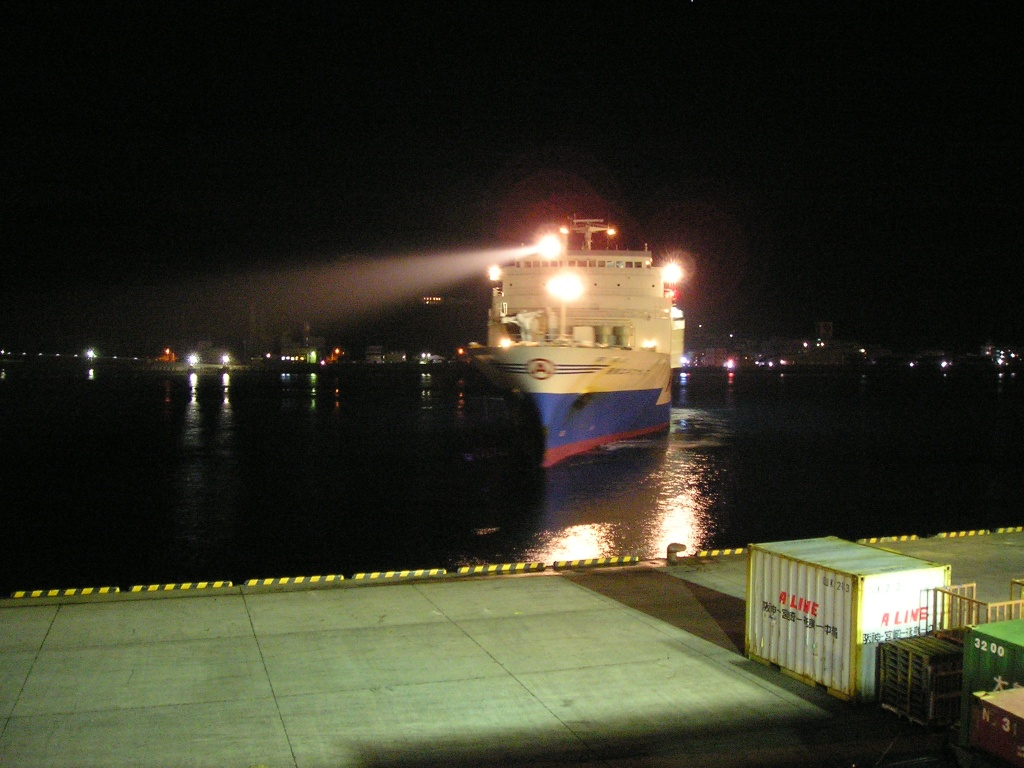
深夜の名瀬港に入港する「琉球エキスプレス」 - 名瀬港・新港地区

  - 神戸港（六甲船客ターミナル） - 大阪港（南港フェリーターミナル） - 志布志港 -  奄美大島（名瀬港・新港地区） - 那覇港（新港ふ頭）
    - 東京-沖縄航路の与論寄港休止に伴い、与論へ臨時寄港する場合がある（Ro-Ro化により休止）。
    - 最終寄港（終着）地で次航海までの時間的余裕が少ない為、玉突き遅延することがある。
    - 2017年10月9日那覇新港着をもってフェリー航路としての運航と徳之島（亀徳港）・沖永良部島（和泊港）・与論島（与論港）寄港を休止し、RO-RO航路として運航。
    - 2019年3月からRO-RO船2隻運用体制になり定曜日寄港サービスを開始（但し船によって寄港地違いあり）。

- 北九州 - 沖縄航路（貨物RO-RO航路）
  - 那覇港（新港ふ頭） - 北九州港（日明ふ頭）
    - 南西海運との協調配船週3便（マルエー:週2便/南西:週1便配船）2019年3月末から就航[33]。

- 鹿児島 - 沖縄航路（旅客フェリー航路）
  - 鹿児島新港 - 奄美大島（名瀬港・新港地区） - 徳之島（亀徳港） - 沖永良部島（和泊港） - 与論島（与論港） - 本部港 - 那覇港（那覇ふ頭）
    - 特等・1等船室を貸切で利用の場合は、運賃の50%を加算。
    - 運航船舶により、等級格差が発生する。
    - 2018年3月4日那覇出港分から一年間「フェリー波之上」上り便限定で国土交通省の「船旅活性化モデル地区事業」を活用し、
利用客が規定数に達した場合のみ屋久島（宮之浦港）に臨時寄港し、下船利用のみ可。同運用時鹿児島着時間が延着案内されている[34]。

### 特記事項

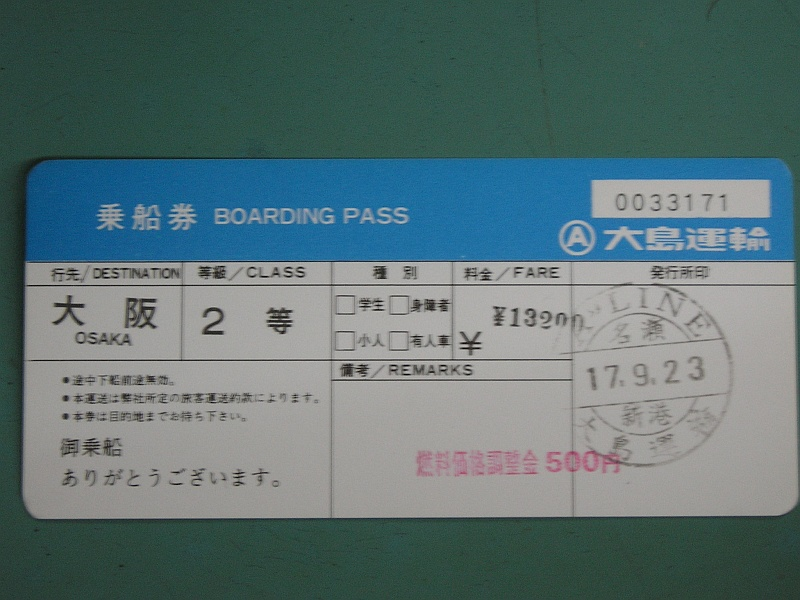
乗船券

- 各離島の使用港は、奄美大島名瀬港以外は外海と面していて天候などの影響を受けやすく、欠航しないまでも寄港地の変更や寄港しないこと（抜港）などの条件付き運航もあり、荒天が予想されるときには大きな影響が出ることがある。
- 台風や冬場の季節風などによる荒天によって、欠航便が発生した後、運航再開時に臨時便や変則運航が設定されることがある。
- フェリーとして各離島間の物流の要として機能しているため、農繁期や引っ越し時期など貨物量が増加する時期は、各離島を経由する運航形態により各寄港地の停泊予定時間を超過し、遅延が寄港する度に加算され、最終目的地で大幅に遅延することもある。
- 往復相互利用については以下の会社および区間で可能だが、船室の等級などによって適用されるものとされないものがある
（一例として、鹿児島-奄美間と志布志-奄美間の料金は同一だが、相互利用は不可）。
  - 奄美海運：鹿児島港 - 名瀬港
  - マリックスライン（鹿児島航路のみ）：鹿児島港 - 名瀬港 - 亀徳港 - 和泊港 - 与論港 - 本部港 - 那覇港

- 年末年始の定期航路休航日を利用し、旅行会社主催の初日の出クルーズや、世界遺産となっている屋久島への観光ツアーが不定期に催行され、関西航路が屋久島宮之浦港に臨時寄航した実績が有るが、一般客は下船不可だった。
- 屋久島ツアー実績により、2018年3月4日那覇出港分から「フェリー波之上」上り便限定で、利用客が規定数に達した場合のみ屋久島に臨時寄港し、下船利用のみ一年間実証実験運航が認められた。
- 鹿児島-奄美間は通常夜行運航便だが、2009年7月22日の日食前後には、世界中からの来島者を運送するための臨時の昼行便を運航するため、該当区間のみピストン運航を行った。
- かつては特例で、鹿児島航路のみ、初乗船日から一週間以内に最終目的地で下船する条件で、二等旅客料金のみ途中下船が認められる「途中下船サービス」があり、奄美諸島などを周遊する旅行などで使用できたが、安全上の理由により、2015年6月11日乗船分から中止されている。（購入は始発船会社で手続きは各船案内所で下船までに行う。運航船会社は基本的にマルエー、マリックスが交互日替わり運航）[35]。
  - 例：鹿児島（初日）船中泊→奄美（二日目）一泊→徳之島（三日目）一泊→沖永良部（四日目）一泊→与論（五日目）一泊→本部（六日目）一泊→那覇（七日目）

## 主なトラブル

### 「フェリーたかちほ」漁船衝突事故
「フェリーたかちほ」はかつて、大島運輸（マルエーフェリーの旧社名）の子会社「晴海汽船」（破産）が所有・運航していたが、1991年6月に1人乗り漁船と衝突事故を起こして相手漁船は大破し、船長が骨折するなどの重傷を負った。また、1999年5月16日にはプレジャーボートとの衝突事故を起こしている（この時は海上保安部に指摘されるまで衝突に気付いていなかった）。さらに、2006年4月には東京から那覇に向かう途中の四国・足摺岬沖において漁船との衝突事故を起こしている。
2007年2月9日に発生した幸吉丸の当て逃げ沈没事故では、同13日の那覇新港接岸後に船長が船首部を目視で確認したところ、衝突と見られる擦過痕を発見したため、会社（マルエーフェリー）を通して第十管区海上保安本部（以下、十管）へ通報した。
同社は同14日午前中、十管の事故加害船舶の調査中に衝突の事実を認めた（同社は、「気がつかなかった」だけで「当て逃げ」ではないと主張している）。同日午後、前日の那覇寄港時に十管へ提出していた同船の塗料サンプルと、被害船に付着した塗料が一致したことが確認されている。
15日午後、東京港有明フェリーふ頭に接岸後、海上保安庁と海難審判理事所が立ち入り調査を行った。同日夜に那覇新港へ向けて出港したが、17日夜に那覇新港に接岸後に十管は、業務上過失往来危険容疑で捜索し運航マニュアルなどを押収した（同日深夜には東京へ向けて出港の予定であったが、十管の捜索のために1往復分を欠航した。なお、22日まで那覇新港に停泊した後に通常運航へと復帰している）。
2007年6月7日、この事故で宮崎海上保安部は双方の見張りが不十分だったことが事故の原因と断定し、同船の元航海士と漁船の船長の2人を業務上過失往来危険などの疑いで書類送検したほか、貨物船の当直の配置が安全管理規定より少なかったとして、同社を内航海運業法違反の疑いで書類送検した。過失の内容として海上保安部は、漁船側には「定員を超過していた為、操業時に見張りを十分にしていなかったこと」、フェリーたかちほ側には「運航時に見張りを十分に行っておらず、運航体制にも不備があった事」を挙げている。
この事故で九州運輸局は同社に対し、見張り体制が不十分（当時の見張りが1人であったことが判明している）として安全確保を求める命令を出した。これに対し同社は、航行中は必ず乗組員2人以上による見張りを行うことや、全船舶が寄港する那覇港に「沖縄運航管理室」を新設し、運航管理室長（副運航管理者）という新たなポストを設けて乗組員の指導を徹底することなど、4つの改善点を盛り込んだ報告書を九州運輸局鹿児島運輸支局に提出した。

### 「ありあけ」横転事故

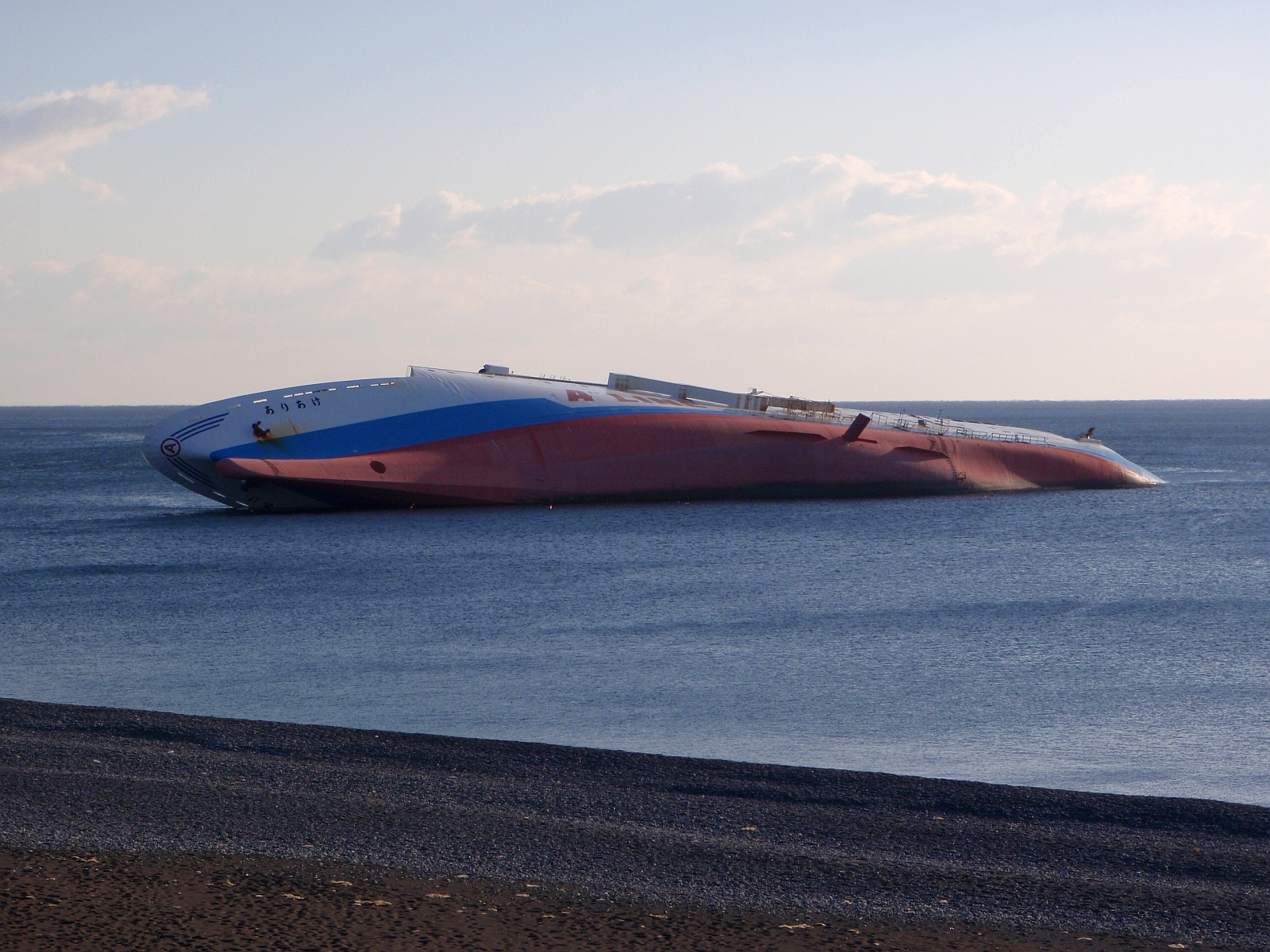
座礁した「ありあけ」 - 七里御浜（2010年1月撮影）

2009年11月に、東京から志布志に向かうフェリーが三重県沖で転覆した事故。
11月12日17時に東京港有明フェリーふ頭を出港し、風速15.3m/s、波高4.59m、波周期10秒の強い追い波の状況下で、2400トンの貨物を積み21ノットで志布志港へ航行中の「ありあけ」が、13日午前5時40分頃、三重県沖の熊野灘にて左舷後方から瞬間的に強い波を受けた。これにより右舷側に25度の傾斜が発生し船体が左に急旋回、その後一旦45度まで傾斜した後に、30度から35度程度の傾斜で推移した。左旋回で北北西に変針したことにより右舷側から風を受けるようになったことで一時は傾斜が25度程度まで回復したが、徐々に傾斜が急になった。乗客7人、乗員22人は第四管区海上保安本部により全員救助されたが、船体はその後、同県御浜町にある七里御浜の200メートル沖合の浅瀬で座礁し、約90度傾き横転した。
事故原因は、復原力が低下する追い風航行中に左舷方から三角波とみられる高波を受けて右舷側に25度の傾斜が発生したことで、固縛されていない積載コンテナが横滑りして固縛されていたコンテナや車両などに荷重が加わり、固縛装置が破断して右舷側に積載物が寄ったため、これにより船体が左急旋回し、旋回中に第二波を受けて傾斜が40度を超えて完全に復原力を失ったことにあった。
重油漏れを伴う事故となったため、座礁現場付近では漁業を取りやめるなどの被害が出た。地元では早期撤去を求める声が挙がった。これに対し同社は現地で船体を四分割して撤去する計画を提案したが、周辺環境への影響を懸念する漁協は納得しなかった。交渉の結果、損害の全額補償の明記、安全確認のために漁協が行う試験操業やサンプル調査に掛かる費用負担も盛り込んだ覚書を交わし、船体の撤去を開始した。順調に進めば2010年4月下旬に撤去完了の見込みであった。しかし、2010年3月9日の悪天候の際に、船体を4分割する作業のため船体に入れていた切れ込み部分の金属疲労により、操舵室を含む船首部分など船体の半分近くが崩落した。部品や積荷などが流失し、一部は和歌山県の海岸まで漂着し、新たな漁業被害も発生した。撤去担当業者の深田サルベージは、船体の崩落を受け、撤去完了時期を当初の4月中から6月頃へ下方修正した。最終的に撤去の完了は2010年12月24日までずれ込み、現場周辺での漁が再開されたのは翌2011年1月8日のことだった（当初は、同年1月4日に再開の予定だった）。この事故での漁業被害について、地元の紀南漁業協同組合は伊勢エビ漁だけで4000万円と推計しており、2011年9月1日にマルエーフェリー側が6000万円（漁場補償:約4300万円、休業補償:1500万円など）を紀南漁協に支払うことで示談が成立した。
2010年1月13日には、国土交通省九州運輸局局安全環境部長名で安全管理規定に従った船内巡視を徹底することや、貨物を固定するマニュアルを作成することなどを文書で指導された。これに対しマルエーフェリーは乗組員による船内巡視を要領に基づき厳格に適用し、安全管理規定にコンテナを含めた作業基準を追加作成し、荒天予想される航海では予め固定が必要とされる車両への固縛は具体的に固縛方法を記し、各船舶に即した固縛マニュアルを作成し各船舶乗組員に周知徹底した旨、国交省九州運輸局鹿児島運輸支局を通じて提出した。
この事故は、2014年に韓国で発生したセウォル号沈没事故と比較されることがある。事故の原因こそ異なれど、経緯が良く似ているとされ、また同じ造船所で建造され、そして同じ運航会社に所属する（セウォル号は元々「ありあけ」と同じマルエーフェリーが運航する「フェリーなみのうえ」だった）など共通点は多く、乗客7名だけとはいえセウォル号と異なり死者が無く、船長は最後まで現場で指揮に当たり最後に救助されていることから、セウォル号の事故のあと、韓国で注目された。

## 関連会社

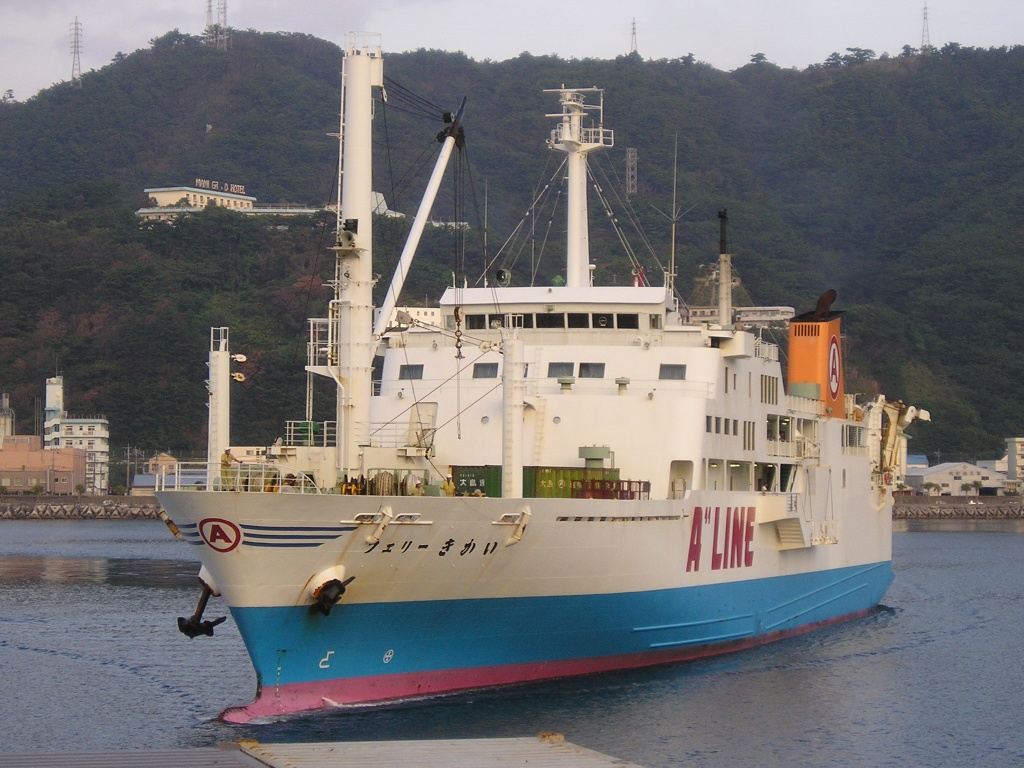
奄美海運の「フェリーきかい」

- 奄美海運 - 鹿児島市から奄美群島へのローカル航路を運営。
（鹿児島港 - 喜界島 - 名瀬港 - 古仁屋港 - 徳之島（平土野） - 沖永良部島（知名））
- 有村商事 - 酒類、米穀・石油販売卸小売業者。マルエーグループの中核をなす。
- マルエー物流 - 荷役会社。那覇における船舶代理店。
- 第一海運 - 荷役会社。志布志、宮崎における船舶代理店。
- 大島輸送 - 荷役会社。鹿児島での荷役を担当。
- 大島産業 - 船舶用飲料品、船舶用品売買業。
- 奄美航空（奄美航空ツーリスト） - 喜界空港ターミナルビルの所有及び管理、空港における地上業務受託、旅行業、宿泊施設運営のほか、喜界島での路線バス事業を行なう（後述）[51][52]。

### バス事業

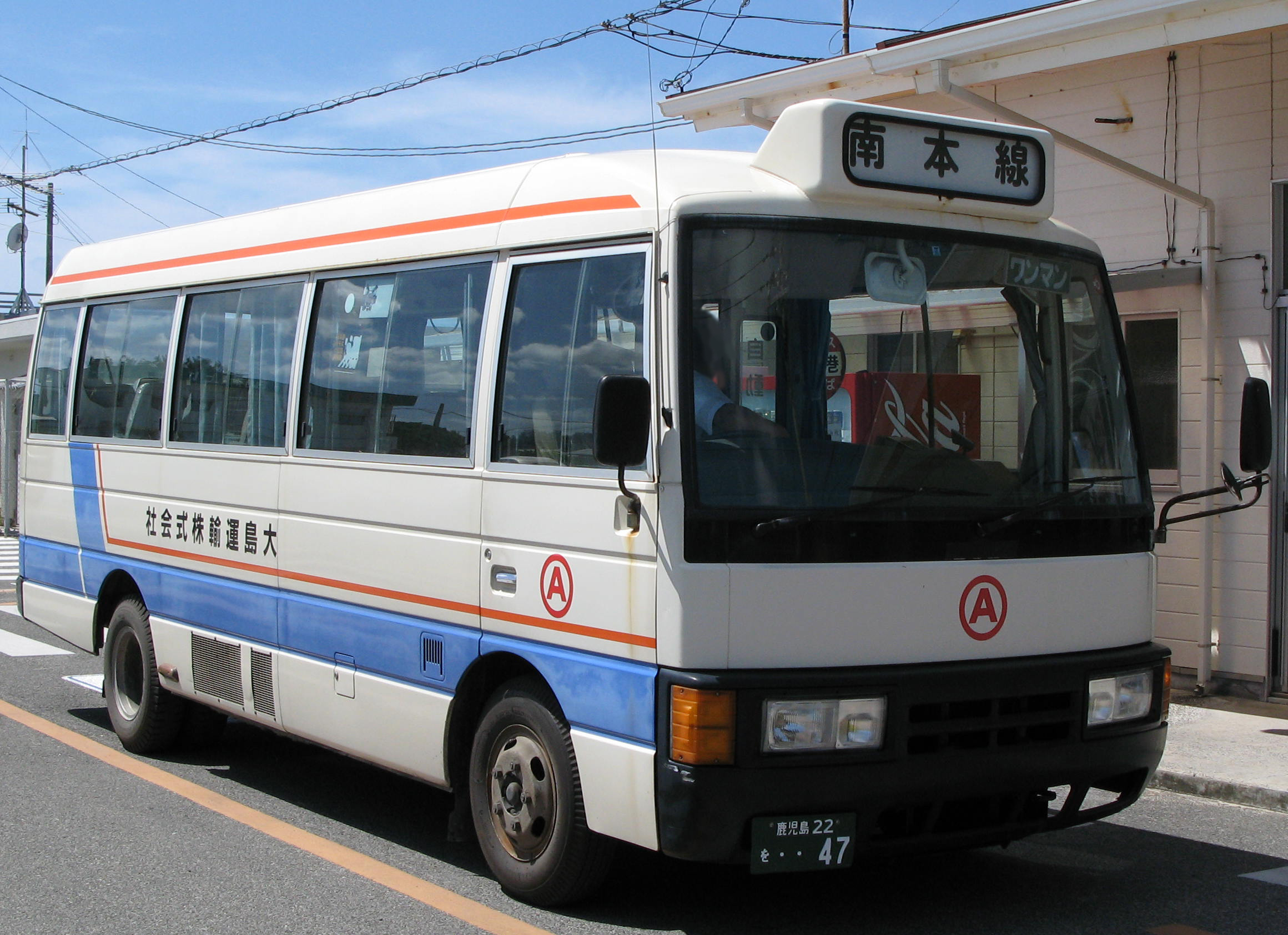
路線バスの車両

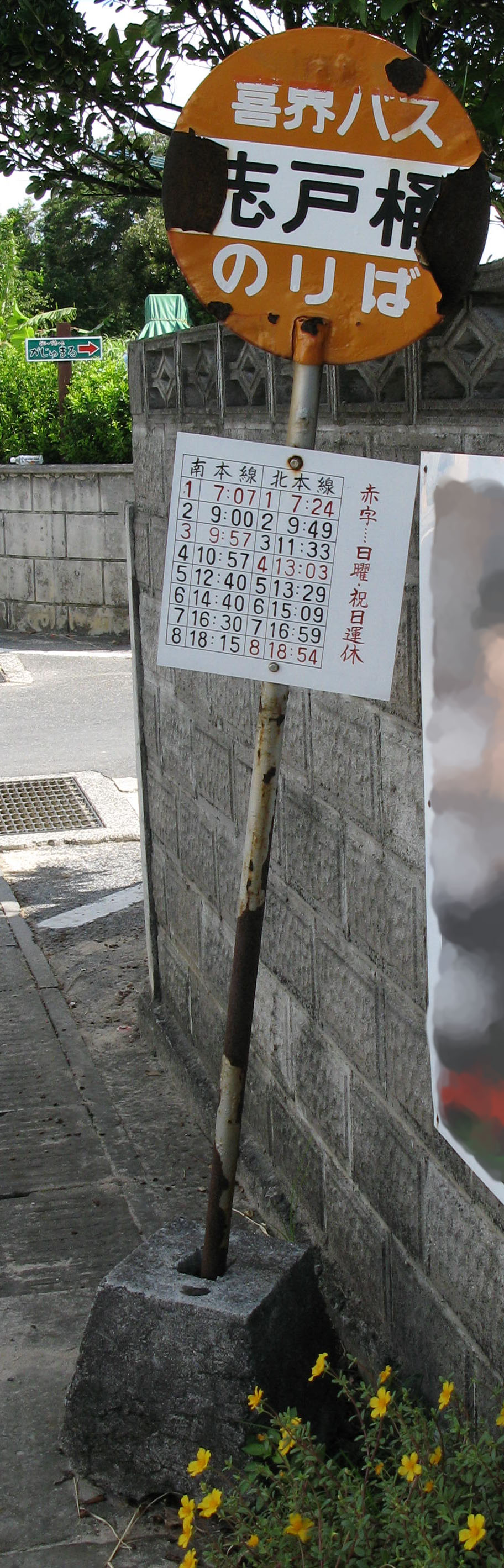
バス停

かつて、奄美群島の喜界島において路線バス事業を行っていた。同事業は1975年、東亜国内航空から譲受し当社にて直営していたが、2010年10月から関連会社の奄美航空（奄美航空ツーリスト）に移管された。

#### バス路線
路線バスは、北本線、南本線、中央線の3路線がある。
- 北本線
  - 湾営業所 - 空港前 - 中熊 - 志戸桶 - 浦原 - 荒木 - 空港前 - 湾営業所
- 南本線
  - 湾営業所 - 空港前 - 荒木 - 浦原 - 志戸桶 - 中熊 - 空港前 - 湾営業所
- 中央線
  - 湾営業所 - 空港前 - 中熊 - 滝川 - 川嶺 - 空港前 - 湾営業所